# Wahnhausen

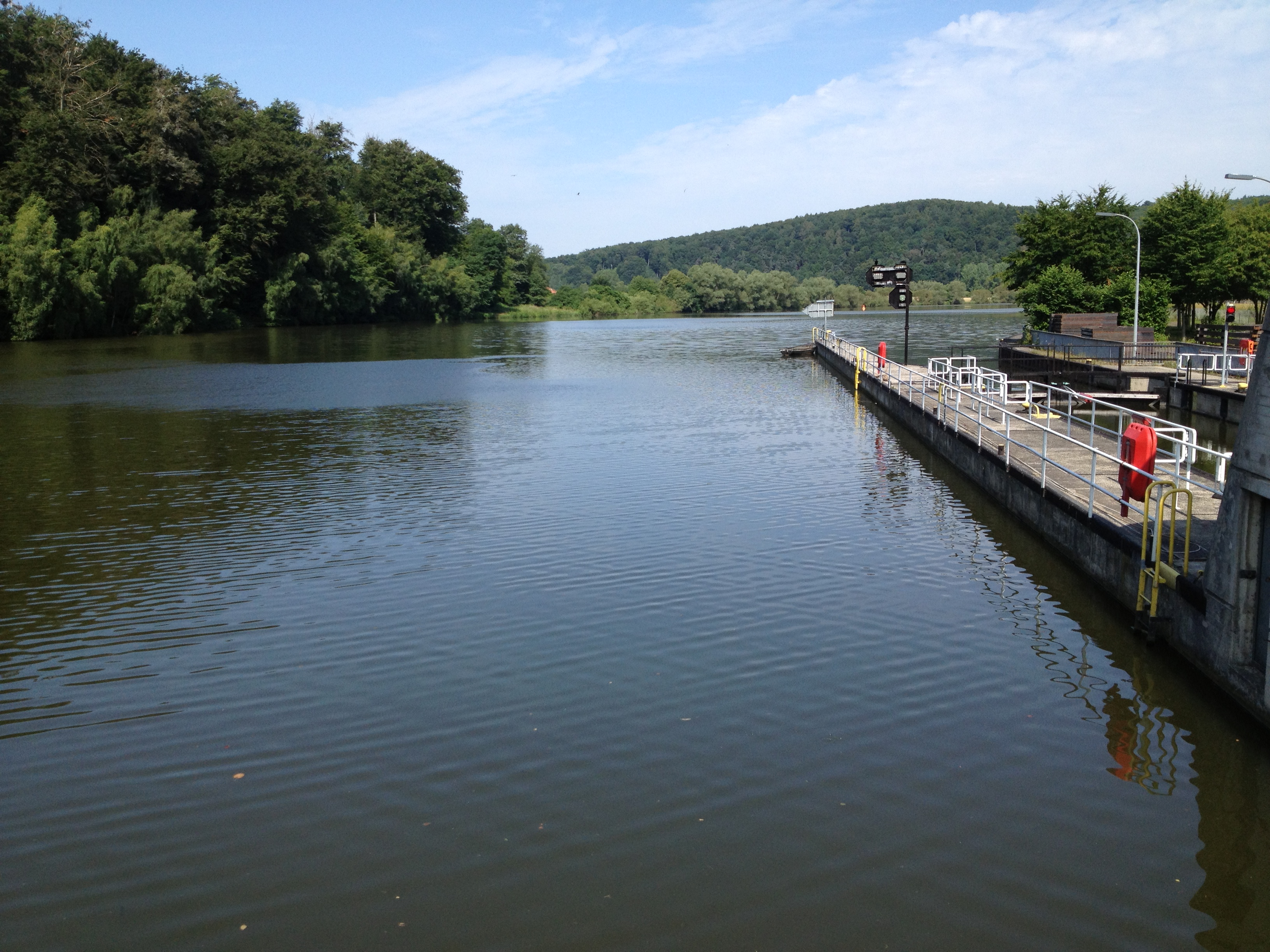
Die Staustufe der Fulda in Wahnhausen

Wahnhausen ist ein Ortsteil der Gemeinde Fuldatal in Nordhessen (Deutschland).

## Geographische Lage
Wahnhausen liegt wenige Kilometer nordöstlich von Kassel an der Fulda. Diese wird durch die große Staustufe Wahnhausen, über die man zu Fuß oder mit einem Fahrrad auf niedersächsisches Gebiet gelangen kann, zu einem langgestreckten See aufgestaut. Das Dorf befindet sich an einem Hang nördlich des Flusses, so dass fast jeder Einwohner auf das Flusstal mit der die Ortschaft tangierenden Bundesstraße 3 blicken kann. Der nächste Nachbarort im Gemeindegebiet ist das westlich gelegene Simmershausen.

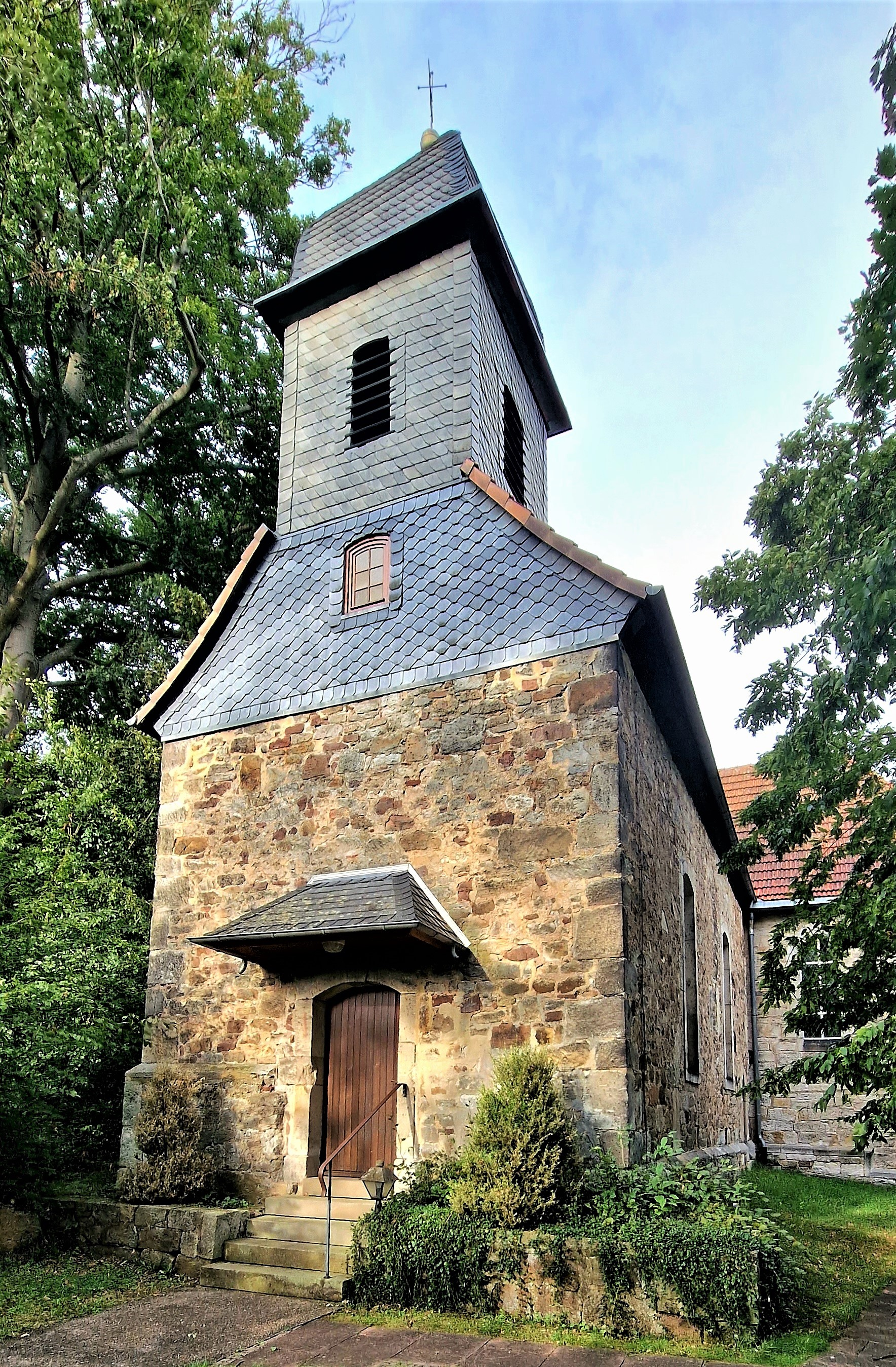
Evangelische Kirche mit Kirchhof Kirchweg 6, Am Wickenberge

## Geschichte
Das Dorf wurde im Jahr 1107 als Wanenhusun in einer sich im Klosterarchiv Hersfeld befindenden Urkunde erstmals erwähnt. Zwar liegt auch eine Urkunde vor, in der Wahnhausen bereits zwischen 880 und 889 erwähnt wird, jedoch ist diese eine Fälschung.
Am Anfang war der Fluss Fulda mit seinem Fischreichtum die wichtigste Nahrungsquelle als auch der Hauptbesiedelungsgrund des wahrscheinlich sumpfigen Tals. Die Wahnhäuser – auch im Volksmund Abutzen, so wie der Fisch, genannt – hatten im Mittelalter zwischenzeitlich die größten Fischereirechte Nordhessens. Des Weiteren wurde Wahnhausen durch den Fluss mit seiner Umgebung verbunden, denn eine Straße führte zu dieser Zeit noch nicht in den Ort. Der Fluss gab den Bewohnern außerdem die Möglichkeit als Schiffzieher zu arbeiten.
Als im Jahr 1247 das Herzogtum Braunschweig sich ohne berechtigte Ansprüche Wahnhausen und andere Ländereien in der Umgebung einverleibte, kam das Dorf in braunschweigische Gerichts- und Landeshoheit, Grund und Boden allerdings blieben Besitz des Landgrafen von Hessen-Kassel. Dieser Status blieb 584 Jahre lang bestehen.
Erst am 23. Dezember 1831 kam Wahnhausen mit seinen damals 267 Einwohnern durch einen grenzklärenden Vertrag zwischen dem Königreich Hannover und dem Kurfürstentum Hessen wieder unter die kurhessische Landeshoheit. Aus dem Bauern- und Fischerdorf entwickelte sich infolge der Industrialisierung im nahen Kassel eine Gemeinschaft von Arbeitern, welche die ruhige Lage ihres Dorfs genoss.
Im Zuge der Gebietsreform in Hessen entstand am 1. Januar 1970 durch den freiwilligen Zusammenschluss der bis dahin selbständigen Gemeinden Ihringshausen, Simmershausen, Wahnhausen, Knickhagen und Wilhelmshausen die Gemeinde Fuldatal.
Dadurch wurde Wahnhausen ein Ortsteil der Großgemeinde Fuldatal. Sitz der Verwaltung wurde Ihringshausen.
Im Jahr 2007 wurde das 900-jährige Jubiläum mit vielen Festivitäten und einem historischen Markttreiben begangen.